# Campeonato Pernambucano de Futebol de 2023
A Série A1 do Campeonato Pernambuco de Futebol de 2023, ou Pernambucano 2023 Betnacional por motivos de patrocínio, foi a 109.ª edição da principal divisão de futebol profissional entre clubes de futebol do estado de Pernambuco. A disputa é realizada e organizada pela Federação Pernambucana de Futebol e a principal mudança é no número de equipes participantes, que sobe de 10 para 13 (inicialmente seriam 12 equipes), três a mais que no ano passado, e serão quatro clubes rebaixados.
A definição do modelo de disputa do certame ocorreu em 28 de dezembro de 2022. Após dúvida por conta de um imbróglio no Superior Tribunal de Justiça Desportiva (STJD), e à Série A2 de 2022 encontrar-se em sub judice quanto a definição da quarta vaga para disputar o Pernambucano 2023, ao invés de quatro, cinco equipes foram então promovidas; Central, Belo Jardim , Maguary, Porto-PE e  Petrolina. Apesar da mudança no número de equipes, o campeonato seguirá com a mesma fórmula anteriormente prevista.
Também foi decidido que, as equipes que forem rebaixadas poderão retornar a elite pernambucana no mesmo ano.

## Modelo de Disputa
Primeira fase: Os treze clubes formarão um único grupo,  todos os clubes se enfrentam em jogos de ida, se classificando os seis melhores e os quatro piores serão rebaixados diretamente para o Pernambucano Série A2 de 2023. Sendo que os dois primeiros nesta fase já se garantem na semifinal.
Segunda fase: (Quartas de Final): Disputada em jogo único, com o 3º colocado enfrentando o 6º, e o o 4º jogando contra o 5º para definirem os outros dois semifinalistas. Os times de melhores campanha fazem a partida como mandantes. Em caso de igualdade, a decisão será nos pênaltis.
Terceira fase: (Semifinais): Semifinais também disputada em apenas um jogo com o mando para o líder e vice-líder da primeira fase. Em caso de igualdade, a decisão será nos pênaltis.
Quarta fase: (Final): Realizada em jogos de ida e volta, com o time de melhor campanha no primeiro turno fazendo o segundo jogo em casa. Para a definição do campeão, será considerada a soma da pontuação nos dois jogos. Em caso de igualdade em pontos, o primeiro critério será o saldo de gols na fase (sem gol qualificado). Persistindo o empate nos 180 minutos, o campeão sairá nos pênaltis.

## Transmissão Pela TV e Streaming
O campeonato tem transmissão na televisão aberta e plataforma de streaming. Com jogos ao vivo à TV Globo Pernambuco adquiriu os direitos da competição por mais um ano, e vai transmitir um jogo por rodada. A DAZN, que assumiu o pay-per-view da competição, vai cobrir as 30 partidas envolvendo o trio de ferro, e gratuitamente pela Federação Pernambucana de Futebol em seu perfil oficial na plataforma de streaming YouTube.
| Canal               | Plataforma | Direitos de transmissão                                               | Observações |
| ------------------- | ---------- | --------------------------------------------------------------------- | --- |
| TV Globo Pernambuco | TV Aberta  | Jogos selecionados ao vivo de Náutico, Santa Cruz e Sport             | Transmissão de jogos ao vivo apenas para Pernambuco, TV Globo Pernambuco (Recife e região), TV Asa Branca e TV Grande Rio (Interior do estado) |
| TV FPF              | Streaming  | Todos os Jogos ao vivo, “exceto” jogos do Náutico, Santa Cruz e Sport | Transmissão de jogos ao vivo para todo o Brasil pelo YouTube                                                                                   |
| DAZN                | Streaming  | Todos os Jogos ao vivo de Náutico, Santa Cruz e Sport                 | Transmissão de jogos ao vivo para todo o Brasil com Distribuição digital                                                                       |

## Equipes Participantes
| Aumento | Equipes promovidas da Série A2 de 2022 |

## Primeira fase
|  | Equipes classificadas para a semifinal     |
|  | Equipes classificadas para a segunda fase  |
|  | Equipes eliminadas na primeira fase        |
|  | Equipes rebaixadas para a Série A2 de 2023 |

### Confrontos
| Vitória do mandante | Vitória do visitante | Empate |

Em vermelho os jogos da próxima rodada;
Em negrito os jogos "clássicos".

## Segunda fase e fase final
Em itálico, os clubes mandantes e de melhor campanha. Em negrito, os classificados.
|  | Segunda fase | Segunda fase | Segunda fase |  |  | Semifinal | Semifinal | Semifinal |  |  | Final | Final | Final |
|  |              |              |              |  |  |           |           |           |  |  |       |       |       |
|  |              |              |              |  |  | 2         | Retrô     | 3         |  |  |       |       |       |
|  | 3            | Náutico      | 1 (13)       |  |  | 6         | Salgueiro | 1         |  |  |       |       |       |
|  | 6            | Salgueiro    | 1 (14)       |  |  |           |           |           |  |  | 2     | Retrô |       |
|  |              |              |              |  |  |           |           |           |  |  | 1     | Sport |       |
|  |              |              |              |  |  | 1         | Sport     | 2         |  |  |       |       |       |
|  | 4            | Petrolina    | 1 (5)        |  |  | 4         | Petrolina | 0         |  |  |       |       |       |
|  | 5            | Santa Cruz   | 1 (4)        |  |  |           |           |           |  |  |       |       |       |

## Estatísticas

### Premiação
| Campeonato Pernambucano de Futebol de 2023 Série A1                   |
| Pernambuco                                                            |
| --------------------------------------------------------------------- |
| Sport Club do Recife Campeão invicto (43° título) (5° título invicto) |

| Vice-campeão: | Terceiro colocado: | Quarto colocado: | Artilheiro:                                       |
| ------------- | ------------------ | ---------------- | ------------------------------------------------- |
| Retrô         | Petrolina          | Salgueiro        | Emerson Galego (Petrolina) / Luciano Juba (Sport) |

### Artilharia
Atualizado em 22 de abril de 2023.
| Pos. | Jogador        | Equipe    | Gols |
| ---- | -------------- | --------- | ---- |
| 1º   | Emerson Galego | Petrolina | 6    |
| 1º   | Luciano Juba   | Sport     | 6    |
| 2º   | Souza          | Náutico   | 5    |

Hat-trick
| Jogador | Clube      | Placar  | Adversário  | Data         | Ref.          |
| ------- | ---------- | ------- | ----------- | ------------ | ------------- |
| Pipico  | Santa Cruz | 3–1 (F) | Belo Jardim | 1.° de abril | [ 39 ] [ 40 ] |

### Público
Maiores públicos
Estes são os dez maiores públicos do campeonato:
| Nº | Público | Mandante     | Placar | Visitante    | Estádio             | Local                | Data            | Rodada    | Ref.   |
| -- | ------- | ------------ | ------ | ------------ | ------------------- | -------------------- | --------------- | --------- | ------ |
| 1  | 16 057  | Sport        | 2–0    | Santa Cruz   | Ilha do Retiro      | Recife               | 11 de março     | 11ª       | [ 41 ] |
| 2  | 13 966  | Santa Cruz   | 3–3    | Náutico      | Arruda              | Recife               | 15 de janeiro   | 3ª        | [ 42 ] |
| 3  | 10 718  | Sport        | 2–0    | Retrô        | Ilha do Retiro      | Recife               | 22 abril        | Final     | [ 43 ] |
| 4  | 8 979   | Sport        | 1–0    | Retrô        | Ilha do Retiro      | Recife               | 28 de janeiro   | 6ª        | [ 44 ] |
| 5  | 8 697   | Sport        | 2–0    | Petrolina    | Ilha do Retiro      | Recife               | 14 de janeiro   | 3ª        | [ 45 ] |
| 6  | 8 224   | Santa Cruz   | 1–1    | Afogados     | Arruda              | Recife               | 12 de janeiro   | 2ª        | [ 46 ] |
| 7  | 7 141   | Santa Cruz   | 1–0    | Caruaru City | Arruda              | Recife               | 26 de janeiro   | 5ª        | [ 47 ] |
| 8  | 7 393   | Sport        | 2–0    | Petrolina    | Ilha do Retiro      | Recife               | 7 de abril      | Semifinal | [ 48 ] |
| 9  | 6 118   | Caruaru City | 0–3    | Sport        | Arena de Pernambuco | São Lourenço da Mata | 26 de fevereiro | 9ª        | [ 49 ] |
| 10 | 5 820   | Sport        | 4–1    | Afogados     | Ilha do Retiro      | Recife               | 1 de fevereiro  | 8ª        | [ 50 ] |

Menores públicos
Estes são os dez menores públicos do campeonato:
| Nº | Público | Mandante     | Placar | Visitante   | Estádio             | Local                 | Data           | Rodada | Ref.   |
| -- | ------- | ------------ | ------ | ----------- | ------------------- | --------------------- | -------------- | ------ | ------ |
| 1  | 32      | Caruaru City | 0–2    | Salgueiro   | Vianão              | Afogados da Ingazeira | 1 de fevereiro | 7ª     | [ 51 ] |
| 2  | 34      | Retrô        | 1–0    | Salgueiro   | Arena de Pernambuco | São Lourenço da Mata  | 19 de março    | 12ª    | [ 52 ] |
| 3  | 38      | Íbis         | 2–0    | Belo Jardim | Arena de Pernambuco | São Lourenço da Mata  | 7 de fevereiro | 8ª     | [ 53 ] |
| 4  | 67      | Caruaru City | 0–4    | Retrô       | Arthur Tavares      | Bonito                | 19 de janeiro  | 4ª     | [ 54 ] |
| 5  | 77      | Porto-PE     | 1–1    | Afogados    | Lacerdão            | Caruaru               | 25 de janeiro  | 5ª     | [ 55 ] |
| 6  | 108     | Retrô        | 0–0    | Petrolina   | Arena de Pernambuco | São Lourenço da Mata  | 4 de março     | 10ª    | [ 56 ] |
| 7  | 120     | Belo Jardim  | 0–2    | Porto-PE    | Arthur Tavares      | Bonito                | 15 de janeiro  | 3ª     | [ 57 ] |
| 8  | 124     | Belo Jardim  | 0–5    | Retrô       | Arthur Tavares      | Bonito                | 12 de janeiro  | 2ª     | [ 58 ] |
| 9  | 137     | Íbis         | 1–4    | Retrô       | Arthur Tavares      | Bonito                | 1 de abril     | 13ª    | [ 59 ] |
| 10 | 165     | Afogados     | 1–0    | Íbis        | Vianão              | Afogados da Ingazeira | 25 de março    | 12ª    | [ 60 ] |

Médias de público
Estas são as médias de público dos clubes no campeonato. Considera-se apenas os jogos da equipe como mandante e o público pagante:
| Pos. | Equipe       | Média   | Total  | Mandos | Maior  | Menor |
| ---- | ------------ | ------- | ------ | ------ | ------ | ----- |
| 1    | Santa Cruz   | 8 428   | 33 712 | 4      | 13 966 | 4 381 |
| 2    | Sport        | 7 200,5 | 28 802 | 4      | 8 979  | 5 306 |
| 3    | Náutico      | 2 909   | 8 727  | 3      | 2 997  | 2 841 |
| 4    | Porto-PE     | 1 893,7 | 7 575  | 4      | 3 994  | 77    |
| 5    | Central      | 1 242,5 | 4 970  | 4      | 2 179  | 885   |
| 6    | Maguary      | 1 085   | 3 255  | 3      | 2 321  | 450   |
| 7    | Salgueiro    | 991     | 3 964  | 4      | 1 745  | 575   |
| 8    | Petrolina    | 848     | 2 544  | 3      | 1 400  | 292   |
| 9    | Retrô        | 638,3   | 1 915  | 3      | 1 329  | 263   |
| 10   | Afogados     | 586,6   | 1 760  | 3      | 907    | 396   |
| 11   | Belo Jardim  | 404,6   | 1 214  | 3      | 970    | 120   |
| 12   | Caruaru City | 161,6   | 485    | 3      | 386    | 32    |
| 13   | Íbis         | 38      | 38     | 1      | 38     | 38    |

### Mudanças de técnicos
| Clube        | Antecessor       | Motivo    | Data           | Última partida           | Rod  | Pos       | Sucessor         | Ref.          |
| ------------ | ---------------- | --------- | -------------- | ------------------------ | ---- | --------- | ---------------- | ------------- |
| Belo Jardim  | Thyago Marcolino | Resignado | 26 de janeiro  | Sport 6–1 Belo Jardim    | 5.ª  | 13º lugar | Felipe Alves     | [ 62 ] [ 63 ] |
| Caruaru City | Adelmo Soares    | Demitido  | 30 de janeiro  | Íbis 3–1 Caruaru City    | 6.ª  | 12º lugar | Thyago Marcolino | [ 64 ] [ 65 ] |
| Central      | Betinho          | Demitido  | 6 de fevereiro | Central 1–2 Petrolina    | 8.ª  | 7º lugar  | Márcio Goiano    | [ 66 ] [ 67 ] |
| Santa Cruz   | Ranielle Ribeiro | Demitido  | 23 de março    | Santa Cruz 0–4 Fortaleza | 12.ª | 5° lugar  | Felipe Conceição | [ 68 ] [ 69 ] |

## Ver Também
- Campeonato Pernambucano de Futebol de 2023 - Série A2
- Copa do Nordeste de Futebol de 2023
- Futebol do Nordeste do Brasil